# Niklos Koda
Pour les articles homonymes, voir Koda.
Niklos Koda est une série de bande dessinée publiée dans la collection Troisième vague du Lombard.

## Synopsis
Niklos Koda est agent freelance pour un service de renseignement français, dans la cellule dirigée par Aïcha Ferouz. Espion à l'allure d'un séducteur oriental, il mène des investigations dans une atmosphère mâtinée de sorcellerie.

## Auteurs
- Scénario : Jean Dufaux
- Dessin : Olivier Grenson
- Couleurs : Bertrand Denoulet

## Albums
- Niklos Koda

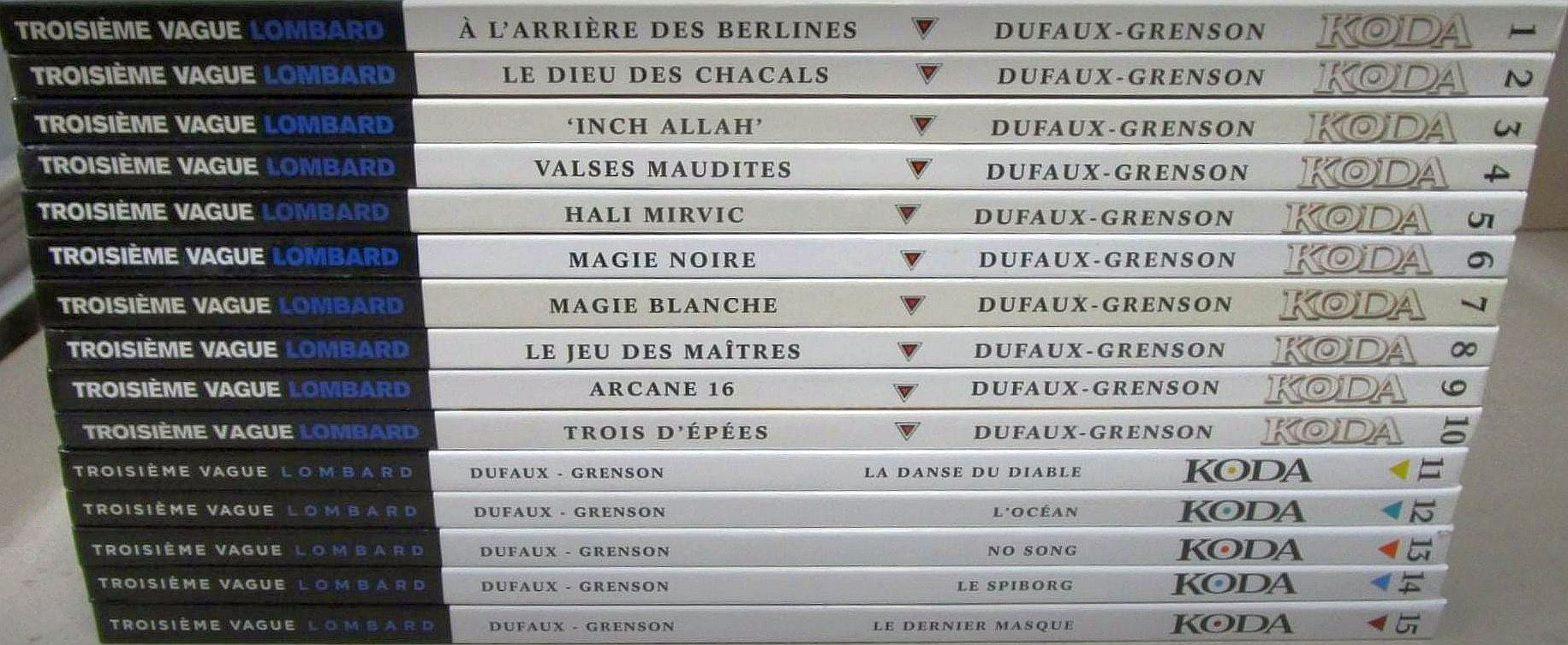
Niklos Koda de 1 à 15.

1. À l'arrière des berlines, Lombard, 1999[1],[2]
2. Le dieu des chacals, Lombard, 2000
3. Inch Allah[3], Lombard, 2001
4. Valses maudites, Lombard, 2002
5. Hali Mirvic[4], Lombard, 2003
6. Magie noire, Lombard, 2004
7. Magie blanche, Lombard, 2005
8. Le jeu des maîtres, Lombard, 2006
9. Arcane 16, Lombard, 2007
10. Trois d'épées, Lombard, 2008
11. La Danse du Diable, Lombard, 2013
12. L'Océan, Lombard, 2014
13. No Song, Lombard, 2015
14. Le Spiborg, Lombard, 2016
15. Le dernier masque, Lombard, 2017